# Pterolebias hoignei
Pterolebias hoignei är en fiskart som beskrevs av Thomerson, 1974. Pterolebias hoignei ingår i släktet Pterolebias och familjen Rivulidae. Inga underarter finns listade i Catalogue of Life.